# First at Last
First at Last é o segundo álbum de estúdio de Hironobu Kageyama, e o terceiro de sua carreira solo. Foi lançado como disco de vinil em 15 de dezembro de 1982 pela Climax Records e possui oito faixas, quatro de cada lado. O disco contém os estilos J-pop e o J-rock de sempre, mas também possui elementos de R&B e Soul. O álbum nunca foi lançado em CD, mas algumas de suas músicas estão na coletânea Golden☆Best, lançada em 2004.

## Produção
A composição de algumas músicas foi feita por Kenichi Sudo, que posteriormente viria a formar a banda AIRBLANCA com o próprio Kageyama. Já este compôs a maioria das músicas e foi responsável por quase todas as letras, com exceção de "Midnight Story", "Kaze no Yukue", "Anata wo Ubatte ~Basque~" e "Take You to the Star".
Sudo acabou virando  parceiro de longa data de Kageyama, trabalhando com o cantor em seus álbuns Born Again; I'm in You; Cold Rain; e Rock Japan.
Além disso, com Kageyama, Sudo fundou a banda TRY FORCE, que se concentra em composição de músicas para vários artistas, e com quem fez a trilha sonora para o anime Heat Guy J, inclusive o tema de abertura, "Face"; e a banda BROADWAY, com quem compôs várias músicas para Os Cavaleiros do Zodíaco, a maioria inclusa no álbum Saint Seiya Hit Kyokushuu III BOYS BE ~Kimi ni Ageru Tame ni~. Sudo, aliás, compôs "Blue Dream", segundo encerramento do anime.

## Faixas
| N.º | Título                      | Letras                           | Música                | Arranjo           | Duração |  |
| 1.  | "Midnight Story"            | Kenji Kurihara                   | Hironobu Kageyama     | Norimasa Yamanaka | 4:17    |  |
| 2.  | "Kaze no Yukue"             | Kumiko Tomoi                     | H. Kageyama           | K. Sudo           | 5:02    |  |
| 3.  | "One Way Love (Speed Life)" | H. Kageyama                      | Kenichi Sudo          | N. Yamanaka       | 3:45    |  |
| 4.  | "Mr. Darkness"              | H. Kageyama                      | H. Kageyama e K. Sudo | N. Yamanaka       | 5:20    |  |
| 5.  | "Anata wo Ubatte ~Basque~"  | K. Tomoi                         | Elton John            | K. Sudo           |         |  |
| 6.  | "Why Baby Why"              | H. Kageyama e Yasuhiko Shigemura | H. Kageyama           | K. Sudo           | 3:53    |  |
| 7.  | "Take You to the Star"      | Issei Endoh                      | I. Endoh              | N. Yamanaka       | 3:40    |  |
| 8.  | "Game Is Over"              | H. Kageyama e K. Tomoi           | K. Sudo               | K. Sudo           | 6:40    |  |